# Ascot-Pullin Motorcycles
Ascot-Pullin Motorcycles fou un fabricant de motocicletes britànic que tingué activitat entre 1928 i 1930. L'empresa fou fundada per Cyril Pullin com a Ascot Motor & Manufacturing Co Ltd. a Letchworth, Hertfordshire. Conegut inventor i guanyador del TT de l'illa de Man de 1914, Pullin havia estat desenvolupant idees per a dissenys de motocicletes des del 1920 amb Stanley Groom i n'havia patentada una amb motor de dos temps i bastidor i forquilles de xapa premsada.

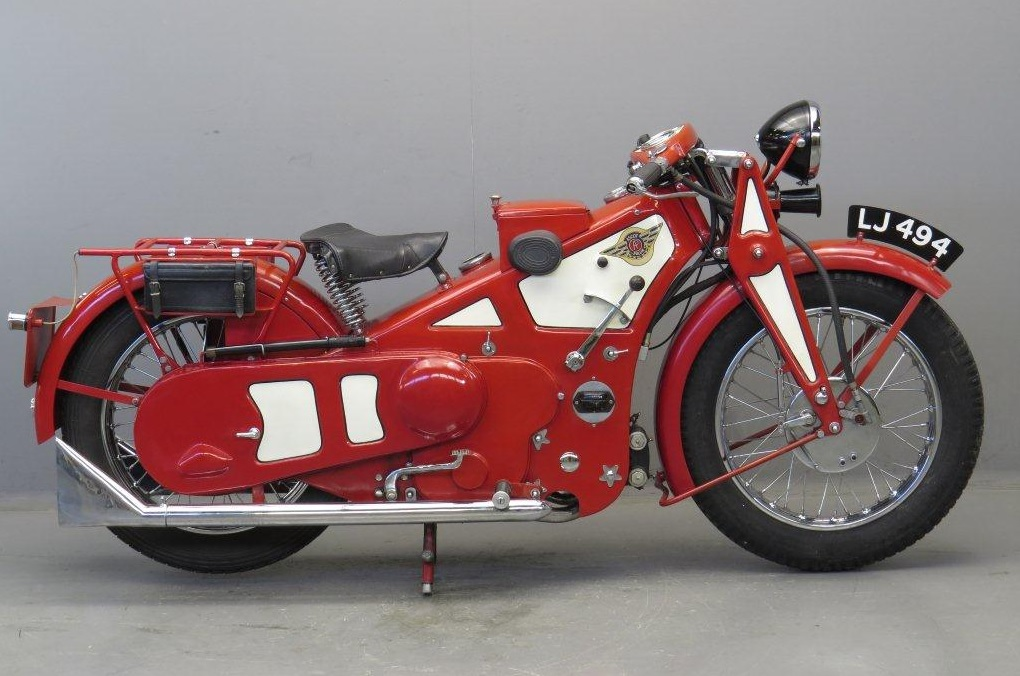
Una Ascot-Pullin 500 OHV de 1929

Després de deixar Douglas (Cyril Pullin era cunyat de Stephen Leslie Bailey, destacat enginyer d'aquesta marca, i havia pilotat amb èxit les Douglas en competició), Pullin va tornar a treballar amb Groom per a refinar les seves idees i desenvolupar i patentar la motocicleta Ascot-Pullin. D'aquest model se'n van construir menys de 500 unitats i les vendes van ser pobres, cosa que va provocar la liquidació de l'empresa el 1930.
Pullin va ser un innovador i el motor monocilíndric OHV de l'Ascot-Pullin 500 anava muntat horitzontalment i estava tancat pel mateix bastidor d'acer premsat. A més d'haver aplicat per primer cop els frens hidràulics en una motocicleta, Pullin va dissenyar un suport central telescòpic i un parabrisa regulable amb eixugaparabrises i retrovisor, així com una cadena completament tancada i rodes intercanviables.
El nom Ascot-Pullin va ser recuperat el 1951 per Hercules Cycle and Motor Company, una divisió de Tube Investments, la qual va fer servir el nou invent de Pullin, el "Powerwheel", un motor rotatiu monocilíndric de 40 cc i 0,7 CV. Malgrat que els prototips es van desfer després que l'empresa decidís no continuar-ne la producció, en va sobreviure un exemplar seccionat juntament amb la majoria dels dibuixos i se'n va desenvolupar una versió industrialitzada per al Ministeri de Subministraments (Ministry of Supply).